# Liber feudorum Ceritaniae

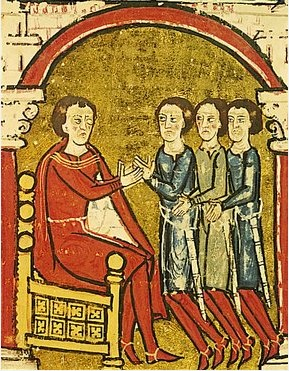

Il Liber feudorum Ceritaniae è, come indica il titolo latino, un liber (cartulario) che registra i feudi  all'interno delle contee di Cerdagne (Ceritania), Roussillon e Conflent, e gli obblighi feudali dei conte e i suoi vassalli. È conservato nell'Arxiu de la Corona d'Aragó (Cancelleria Reial, reg. n. 4) ed è composto da 272 carte in 379 fogli con 32 miniature colorate su fondo dorato. Probabilmente è stato originariamente copiato da una parte del Liber feudorum maior (LFM), che è più vecchio di diversi decenni. Contiene tutti i documenti relativi a Cerdagne e Roussillon trovati nel LFM e nello stesso identico ordine, oltre a sei documenti in più. La maggior parte delle carte in esso contenute copre gli anni tra il 1172 ed il 1176.